# Unidad periférica de Kastoriá
Kastoriá (en griego Καστοριά) es una unidad periférica de Grecia. Hasta el 1 de enero de 2011 fue una de las 51 prefecturas en que se dividía el país.

## Subdivisiones
Comprende tres municipios:
- Kastoriá
- Nestorio
- Orestida